# Bradascou
Der Bradascou ist ein Fluss in Frankreich, der im Département Corrèze in der Region Nouvelle-Aquitaine verläuft. Er entspringt im Regionalen Naturpark Millevaches en Limousin, im Gemeindegebiet von Chamberet, entwässert anfangs in südlicher, dann in südwestlicher Richtung durch ein schwach besiedeltes Gebiet und mündet nach rund 33 Kilometern westlich von Uzerche als rechter Nebenfluss in die Vézère.

## Orte am Fluss
- Meilhards
- Condat-sur-Ganaveix
- Uzerche